# Poletarac
Poletarac (srpski: Полетарац) bila je dječja obrazovna televizijska serija Televizije Beograd, emitirana 1980. Scenarij za seriju Poletarac napisali su Timothy John Byford i Mila Stanojević Byford prema istoimenim dječjim novinama Duška Radovića. List Poletarac prestao je izlaziti 1975. godine. Snimanje serije počelo je 1979. godine. Seriju je režirao Timothy John Byford. U Poletarcu nastupali su tadašnji najpoznatiji sportaši, nogometaši, košarkaši, plivači i tenisači u SFRJ.

## Radnja
Serija je namijenjena djeci, s namjerom da im se na nenametljiv i zabavan način – kroz pjesmu, šalu ili skeč – objasne neke osnovne pojmove o životu i odnosima u svijetu koji ih okružuje. Kroz seriju djeca uče o brojevima, kako gledati na sat, kako crtati životinje itd.

## Epizode
| Epizoda | Datum emitiranja  |
| ------- | ----------------- |
| 1       | 6. veljače 1980.  |
| 2       | 13. veljače 1980. |
| 3       | 20. veljače 1980. |
| 4       | 27. veljače 1980. |
| 5       | 5. ožujka 1980.   |
| 6       | 12. ožujka 1980.  |
| 7       | 19. ožujka 1980.  |
| 8       | 26. ožujka 1980.  |
| 9       | 2. travnja 1980.  |
| 10      | 9. travnja 1980.  |
| 11      | 16. travnja 1980. |
| 12      | 23. travnja 1980. |
| 13      | 30. travnja 1980. |

## TV ekipa
| Redatelj   | Timothy John Byford    | (13. ep. 1980.) |
| Scenaristi | Timothy John Byford    | (13. ep. 1980.) |
| Scenaristi | Dušan Radović          | (13. ep. 1980.) |
| Scenaristi | Mila Stanojević Byford | (13. ep. 1980.) |

## Glazba
Za seriju Poletarac napisano je preko pedeset pjesama u izvedbi solista i ansambala: Đorđa Balaševića, Đorđa Marjanovića, „Sedmorice mladih“, „Laboratorija zvuka“, „S vremena na vreme“.

## Timothy John Byford na Poletarcu
Timothy John Byford je jednom prilikom ispričao kako je Duško Radović reagirao kada je pročitao scenarij za Poletarac:
– Imao sam priliku čuti mišljenja o svojoj adaptaciji. Kad je pročitao scenarij, bio je očajan rekao je da to nema veze s njegovim časopisom i da ne želi da ga se povezuje s televizijskom serijom. No, više od godinu dana kasnije, kad sam ga slučajno sreo nakon početka emitiranja serije, pružio mi je ruku i iskreno čestitao, rekavši: Očito ne mogu suditi o scenariju. ". 

## Vanjske poveznice
- Poletarac u internetskoj bazi filmova IMDb-a